# Assisi Szent Ferenc-bazilika (Arezzo)
Az Assisi Szent Ferenc-bazilika (Basilica di San Francesco di Arezzo) fontos katolikus istentiszteleti hely az olaszországi Toszkána régió Arezzo városában, amely mindenekelőtt az Igaz kereszt történeteiről, Piero della Francesca freskóciklusáról híres, amely az egyik itteni kápolnában látható. 1955 februárjában XII. Piusz pápa bazilika minor méltóságra emelte a templomot.
Amellett, hogy istentiszteleti hely, a bazilika állami múzeum is a Toszkána Regionális Múzeumainak Igazgatósága irányítása alatt. A Bacci-kápolnába való belépés korlátozott, előzetes foglalással látogatható.

## Története
A ferencesek, akik 1211-től kezdődően telepedtek le Arezzóban, a Maccagnolo negyedben, 1232-ben átköltöztek Poggio del Soléba. Első templomuk nem lehetett túl kicsi, Guido da Siena felségtáblájának, de mindenekelőtt a nagy Ferences-keresztnek ad otthont, mindkettő a jelenlegi templomhoz készült. Ennek ellenére úgy tűnik, hogy a ferencesek még nem rendelkeztek szükségleteiknek, tekintélyüknek megfelelő templommal, ezért egy nagy templom építését tervezték, már a század közepén kijelölve az építkezés területét. 1290-ben az önkormányzat hivatalosan meghívta őket, hogy költözzenek a város falain belülre, és Idino Cacciaconti házat adományozott nekik azon a területen, ahol a jelenlegi kolostor felépült.
Közvetlenül a felkérés után a szerzetesek az új kolostor és a templom konkrét megtervezésén gondolkodtak, és közvetlenül az ezt követő időszakra nyúlik vissza a teljes kolostorkomplexum tervrajza az arezzói főlevéltában őrzött pergamenen, amely a 13. század vége és a 14. század eleje közé datálható, és a legrégebbi Olaszországban őrzött építészeti rajzok közé tartozik. A templom tervezőjének neve Cortonai Illés testvér tanítványai között található, a pergamen hátoldalán, név szerint Fra Giovanni da Pistoia.
Az építkezés azonban csak a 14. század második évtizedében kezdődött. A szerzetesek 1322-ben kezdték ideköltöztetni műalkotásaikat, de csak 1348-ban vásároltak ingatlant a főkápolna felépítésére, amely 1374-ben készült el. A templom tehát megkapta végleges külső megjelenését, amely nagyon különbözött az arezzói káptalani archívumban szereplő tervekől.
A 14. század második felében egy Monna Tessa nevű jámbor asszony háromszáz lírát hagyott a félbehagyott homlokzat burkolására.
A 16. század vége és a 17. század eleje között megépült a harangtorony, majd a templom jellegzetesen 17. századi megjelenést öltött néhány gótikus kápolna lerombolásával, a freskók lemeszelésével, a gótikus ablakok téglalap alakúvá alakításával, új oltárok elhelyezése és barokk díszítések kialakítása révén.
A 19. század közepén a templomot helyreállították, az összes kiegészítés és barokk felépítmény eltávolításával, valamint a tizennegyedik-tizenötödik századi freskók napvilágra hozásával.
1990 körül orvosoltak egy 1870 után végrehajtott sajnálatos beavatkozást, amely csaknem két méterrel lesüllyesztette a homlokzatot, alapját modern formában újjáépítve.

## Leírása

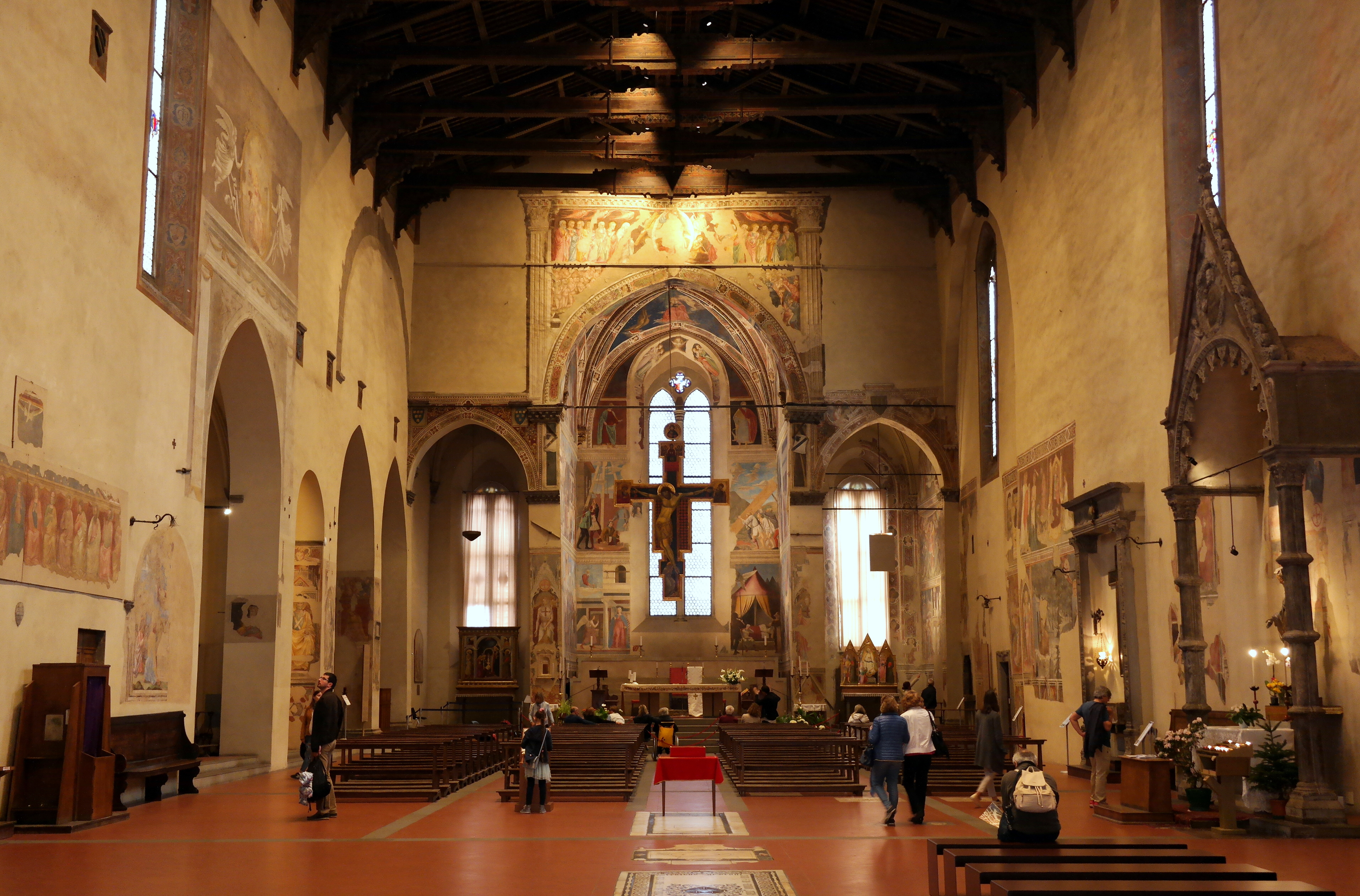
Templombelső a Bacci-kápolnával

A kőből és téglából épült homlokzat befejezetlen maradt, csak a burkolat egy része volt kész.
A rendkívül tágas belső tér egyhajós, rácsokkal fedett, balról kápolnákkal, jobbról tizennegyedik századi díszítéssel ellátott edikulákkal. Az oldalakon a hajóba nyíló kápolnák, mások gótikus edikula formájúak és mellékoltárok, gyakran töredékes freskókkal díszítve. A késő gótikus művészek, például Spinello Aretino és követői (Parri Spinelli, Andrea di Nerio, Giovanni d'Agnolo di Balduccio) alkotásai mellett a templom reneszánsz freskókban is gazdag, mindenekelőtt Piero della Francesca műveiben
A hátsó homlokzat érdekes palimpszesztet mutat be különböző korú alkotásokból: a legrégebbiek, a fő portál bal oldalán Giovanni d'Agnolo di Balducciónak tulajdonított freskók a tizenötödik század elejéről, a Vacsora a farizeus házában, a Szent Ferenc átadja a vezeklés reguláját és kötelét az Ecce homo-rend két családjának. A portál fölött Giovanni di Ser Giovanni Lo Scheggia néven ismert Szent Katalin misztikus házassága Szent Kristóffal című freskója látható, talán még az 1920-as évek végéről, szintén bátyja, Masaccio erős hatása miatt, amely ma is ott olvasható a Santa Maria Novella Szentháromságán, Paolo Uccello iránti éfrdeklődés mellett, különösen San Cristoforo alakja iránt. A fenti oculus ólomüveg ablaka Guillaume de Marcillat alkotása 1524-ből, és a Porziuncola kényeztetését ábrázolja. A portál jobb oldalán azonban egy tizennegyedik századi Szent Sebestyén meg egy Madonna és a gyermek látható, amelyet Domenico Pecori a tizenhatodik század elején festett.
A jobb oldali fal elején található Carbonati-kápolnát Piero della Francesca fő Arezzo-követője, Lorentino d'Andrea freskózza, aki a Páduai Szent Antal történeteiben, 1463-ban, hűséges utánzójának mutatja magát. Az első és a második kápolna között található Niccolò Soggi fiatalkori freskója a Madonna és a gyermekkel Keresztelő Szent János, Bernardo, Anthony, Ferenc és az angyalok között, amelyen még mindig érezhető a Pietro Perugino-hatás. A jobb oldali második kápolna, a Lambardi mellett, más, Lorentino d'Andreához rendelt töredékes freskókat mutat be San Bartolomeo életének történeteivel. Rajta kívül Antonio di Anghiari „perspektivikus” freskói, amelyek egy keresztre feszítést ábrázolnak Szent Ferenccel, és fent két harcost, amelyeket Piero della Francesca egykori munkatársa végzett ki 1454 és 1462 között, amint az a dokumentált kifizetésekből következtet. i nnijnlnnnk,, 
A végén, a főkápolna előtt függ Maestro del San Francesco di Arezzo, Cimabue tanítványának feszülete, valószínűleg a 13. század hetvenes-nyolcvanas éveiről. A főkápolna falára a Bacci család védnöksége alatt Piero della Francesca 1453 és 1464 között megfestette az Igaz Kereszt történetei című híres freskóciklust.
Piero della Francesca freskóinak restaurálását 1992-ben végezték el, 500 évvel a művész halála után.
Az apszistól jobbra, a Guasconi mellett található kápolnát Spinello Aretino freskói díszítik, a jobb és bal falon Szent Mihály és Egidio történetei láthatók 1404-ből, az oltárnál pedig egy Triptichon a Madonnával, aki az övet kínálja Szent Tamásnak Szent György, Gualberto, Lorenzo és Francesco között, Niccolò di Pietro Gerini alkotása, valószínűleg a freskókkal egykorú. A bal oldali kápolna a Tarlatis-kápolna, amelyhez Guido Tarlati, Arezzo püspöke, majd abszolút ura tartozott. Ebben az oldalán egy különálló freskó található az Angyali üdvözlettel, amelyet egyesek a fiatal Luca Signorellinek tulajdonítanak, mások pedig Matteo Lappoli, Bartolomeo della Gatta tanítványának munkája. Az oltárnál van az Angyali üdvözlet Szent Ferenc, Jeromos, valamint Dávid és Ésaiás próféták között Neri di Biccitől, amely 1470 körül nyúlik vissza, és a firenzei galériákról származik.
A bal oldali utolsó kápolnában található Michele da Firenze Francesco Roselli agyag temetkezési emlékműve, amely 1430 után, Roselli halálának évében nyúlik vissza. amelyet a többi hasonló alkotáshoz hasonlóan teljesen megfestettek. Az alkotás egy aedikulumból áll, amelyet oldalt pilaszterek, felül kis csavart oszlopok határolnak, és egy Roselli-címert viselő oromfallal végződik, egyfajta nagy, háromszárnyú ablak, amely egy szűk térbe nyílik, amelyben a szarkofág az óriás- egy dombormű Keresztre feszítés gyászolókkal. Az emlékmű olyan tipológiát és felhasznált anyagot mutat be, amely Toszkánában nem általános, de összhangban van a velencei modellekkel, tekintettel arra, hogy a szobrász több évet töltött Ferrarában (már 1427-től) és Veronában. 
A következő kápolna, a Muratori, az oltáron Bernardino Santini arezzói természettudós vásznát mutatja be , a Szűzanya előtt extázisban lévő Szent Ferenccel, a bal oldali falon pedig Giovanni Antoni Lappolitól a Háromkirályok imádatát ábrázoló tábla Szent Ferenccel és Páduai Szent AntallalRosso Fiorentino terve alapján, 1528 és 1531 között készült a főoltárra. 
Az ezt követő Catenacci-kápolna egy fülkében Spinello Aretino freskója és műhely, középen a keresztre feszítéssel a gyászolókkal, bal oldalon a regulát adó Szent Ferenc, a jobb oldalon pedig Szent Mihály arkangyal a 14. század vége és a következő elejéről. A kápolnát a következő falakon egy hosszú, szintén Spinellónak tulajdonított pünkösdi freskó található.
A Páduai Szent Antal-kápolnát Lorentino d'Andrea egy másik freskóciklusa díszíti 1480-ból, amelynek felső részen Szent Sebestyén és Bernát látogatását, alsó részen pedig Szent Antal alakja látható. oldalán életének négy jelenete és csodái.
A bal oldali első kápolnát az 1920-as években az első világháború elesettjeinek fogadalmi kápolnájaként szentelték: Giuseppe Cassioli nagy oltárképe és a Borgo San Lorenzo beli Chini gyár ólomüveg ablakai díszítették.
A bal oldali utolsó előtti és az utolsó oldalkápolna közötti falban található a Costamagna orgonaépítő cég által 1969-ben készített orgona, amelyet Arezzo önkormányzata adományozott az év október 4-én a bazilikának. Az elektromos átvitelű hangszer 14 regiszterrel és egy konzollal rendelkezik, két, egyenként 61 hangos billentyűzettel és egy 32-es homorú-sugárirányú pedállappal.
A három hajóra tagolt altemplom jelenleg kiállítóteremként működik.

## Fordítás
- Ez a szócikk részben vagy egészben  a   Basilica di San Francesco (Arezzo) című olasz Wikipédia-szócikk ezen változatának fordításán alapul.  Az eredeti cikk szerkesztőit annak laptörténete sorolja fel. Ez a jelzés csupán a megfogalmazás eredetét és a szerzői jogokat jelzi, nem szolgál a cikkben szereplő információk forrásmegjelöléseként.

## Bibliográfia
- Arezzo és a Tiberis-völgy. A városok és a terület története, építészete, művészete. Útvonalak a történelmi-vallási örökségben, szerkesztette Anna Maria Maetzke és Stefano Casciu, Firenze, 2000
- AAVV, Arezzo, Città di Castello, 2019